# ヘルマン1世 (ロートリンゲン宮中伯)
ヘルマン1世（Hermann I., ? - 996年）は、エッツォ家出身のロートリンゲン宮中伯（在位：989年 - 996年）。さらに、ボンガウ（970年、992年および993年）、アイフェルガウ（975年および978年）、ツュルピッヒガウ（981年）、アウエルガウ（996年）などライン川沿いの多くの伯領を所有していた。また、ゲルレスハイム伯（977年）としても確認される。痩身伯（Pusillus）と呼ばれる。
ヘルマンはツュルピッヒガウ伯エレンフリート2世とリヒヴァラの息子である。アウクスブルク司教ウルリヒの親族ハイルヴィヒと結婚し、以下の子女をもうけた。
- エッツォ（955年頃 - 1034年） - アウエルガウ伯およびボンガウ伯、ロートリンゲン宮中伯。991年6月15日以前に神聖ローマ皇帝オットー2世の娘マティルデ・フォン・ザクセンと結婚した。
- ヘツェリン1世（1033年11月20日没） - ツュルピッヒガウ伯。おそらくケルンテン公コンラート1世の娘と結婚した。
- リヒェンツァ - ニヴェル女子修道院長